# Worship Me or Die!
| Críticas profissionais | Críticas profissionais |
| Avaliações da crítica  | Avaliações da crítica  |
| Fonte                  | Avaliação              |
| ---------------------- | ---------------------- |
| Allmusic               | [ 1 ]                  |

Worship Me or Die! é o álbum de estreia da premiada guitarrista virtuose inglesa The Great Kat.

## Faixas
Todas as faixas foram compostas pela The Great Kat
1. "Metal Messiah" — 2:58
2. "Kat Possessed" — 2:44
3. "Death to You" — 2:13
4. "Satan Goes to Church" — 3:05
5. "Worship Me or Die" — 2:02
6. "Demons" — 2:46
7. "Speed Death" — 2:38
8. "Kill the Mothers" — 2:43
9. "Ashes to Dust" — 4:08
10. "Satan Says" — 2:57
11. "Metal Massacre" — 1:57

## Créditos Musicais
- The Great Kat - guitarras, vocais, violino
- Tom Von Doom - baixo
- Adam Killa - bateria